# زيانة (اسم)
زيانة هو اسم علم مؤنث من أصل عربي، ومعناه هو المعينة المساعدة الرؤوفة اللطيفة الصديقة اللينة.

## وصلات خارجية
- موسوعة السلطان قابوس لأسماء العرب نسخة محفوظة 5 أبريل 2019 على موقع واي باك مشين.